# Wspólnota administracyjna Überlingen
Wspólnota administracyjna Überlingen – wspólnota administracyjna (niem. Vereinbarte Verwaltungsgemeinschaft) w Niemczech, w kraju związkowym Badenia-Wirtembergia, w rejencji Tybinga, w regionie Bodensee-Oberschwaben, w powiecie Jezioro Bodeńskie. Siedziba wspólnoty znajduje się w mieście Überlingen, przewodniczącym jej jest Volkmar Weber.
Wspólnota administracyjna zrzesza jedno miasto i dwie gminy wiejskie:
- Owingen, 4 226 mieszkańców, 36,73 km²
- Sipplingen, 2 080 mieszkańców, 4,28 km²
- Überlingen, miasto, 21 818 mieszkańców, 58,67 km²